# Petach Tikwa
Petach Tikwa is een stad in het Israëlische district Centrum, in de agglomeratie van Tel Aviv (oftewel Goesj Dan). De stad ligt 12 kilometer ten noordoosten van Tel Aviv, en niet ver van de Westoever. In 2019 had de stad ongeveer 247.000 inwoners en daarmee is Petach Tikwa de vijfde stad van het land.

## Geschiedenis

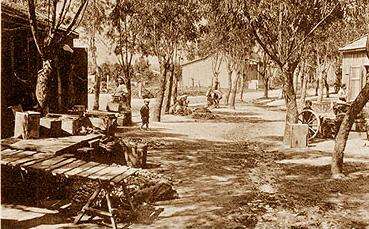
Petach Tikwa in 1912

De naam Petach Tikwa betekent letterlijk deur van de hoop in het Hebreeuws, en is afkomstig van het Bijbelboek Hosea. De plaats werd in 1878 als eerste mosjava (agrarisch dorp) gesticht door joodse pioniers uit Jeruzalem, en groeide later uit tot een van de grote steden van het land. De drie rabbi's die het initiatief tot de vestiging namen, waren Rabbi David Gutmann, Rabbi Yoel-Moshe Salomon en Yehoshua Stampfer. Baron Rothschild hielp hierbij door land aan te kopen. Een deel van de stad ligt op grond van het verdwenen Palestijnse dorp Fajja, dat in 1948 werd ingenomen en verwoest op aandringen van Jossi Weiss van het Joods Nationaal Fonds. De bevolking was gevlucht na psychologische oorlogsvoering in februari van dat jaar. Hiertegen was overigens door het bestuur van de mosjav protest aangetekend, zo noteert David Ben Goerion in zijn dagboek. De verhoudingen tussen de Palestijnen en Joden waren in dit gebied namelijk goed.
Als eerste landbouwnederzetting en bron voor knowhow op landbouwgebied wordt Petach Tikwa de 'moeder van alle nederzettingen' genoemd.

## Economie, toerisme

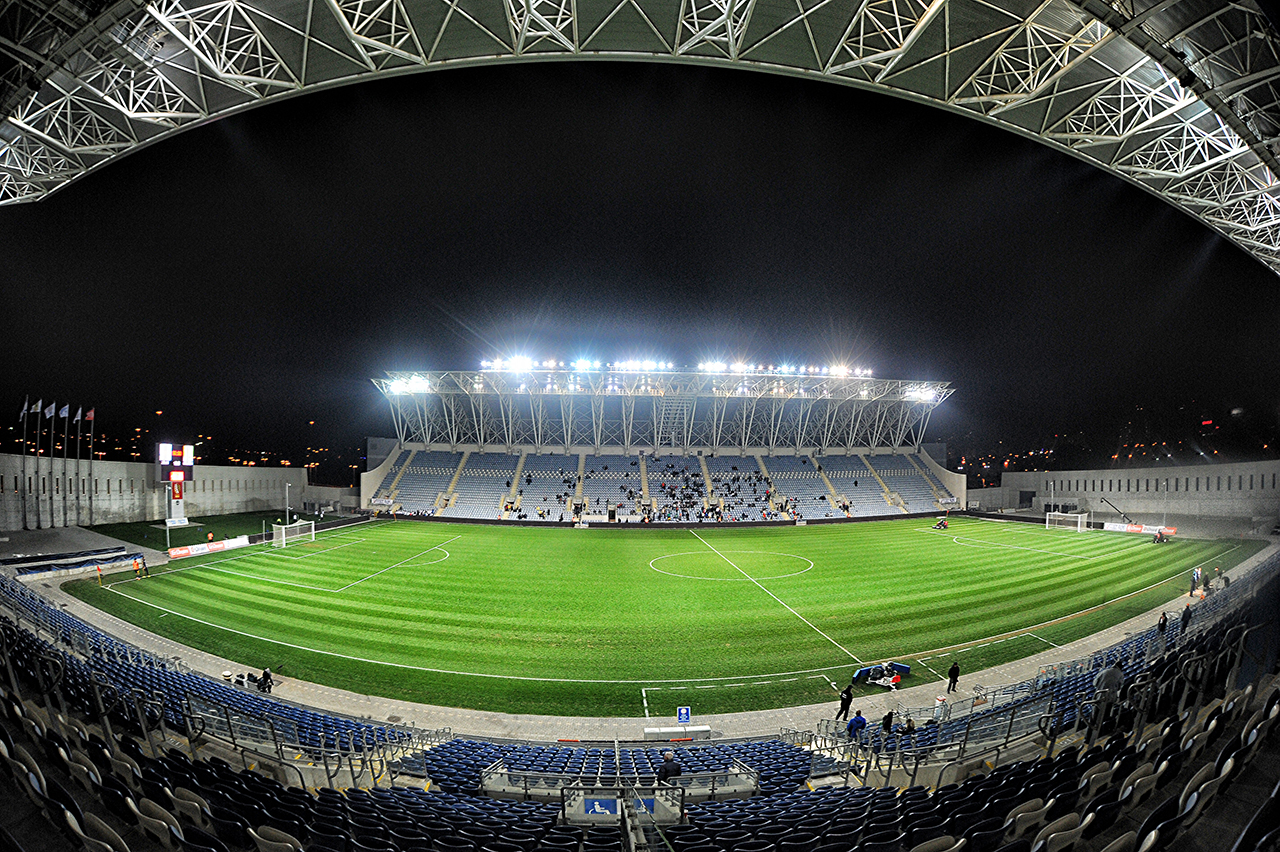
HaMoshavastadion

De stad kent veel industrie, waaronder textielindustrie, metaalindustrie, houtbewerkingindustrie en de laatste jaren steeds meer hightechindustrie. Het grootste bedrijf is voedselproducent Osem.
Er bevinden zich uitgebreide plantages met citrusbomen in de buitenwijken van de stad. Verder wordt daar ook bouwsteen opgegraven. Na Haifa is Petach Tikwa de op een na grootste industriestad van Israël.
In het centrum van de stad bevindt zich de 'Tuin van de Stichters', waarbij ook de eerste synagoge van de stad staat, alsmede het gemeentehuis. Niet ver van de stad ligt de bron van de rivier de Jarkon, waarbij ook een nationaal park ligt dat jaarlijks vele bezoekers trekt.

## Sport
Maccabi Petach Tikwa en Hapoel Petach Tikwa zijn de professionele voetbalclubs van Petach Tikwa en spelen beiden hun wedstrijden in het HaMoshavastadion. Hapoel Petach Tikwa is zesvoudig landskampioen van Israël.

## Geboren
- Ruth Almog, schrijfster
- Yossi Beilin, politicus
- Gal Gadot (1985), model en actrice
- Avram Grant (1955), voetbaltrainer van o.a. Chelsea FC
- Itzik Kol, filmproducent
- Guy Luzon (1975), voetballer en voetbaltrainer
- Uri Orbach (1960-2015), politicus, journalist, columnist en kinderboekenschrijver
- Neta Rivkin (1991), ritmisch gymnaste
- Pnina Rosenblum (1954), politica, zakenvrouw, filmactrice, zangeres, fotomodel en journaliste